# Edane
Edane est une localité située dans la commune d'Arvika dans le comté de Värmland en Suède.
Sa population était de 678 habitants en 2010.